# イーゼルマスク
イーゼルマスク（英: easel mask）とは、引き伸ばし機を用いて印画紙に写真フィルムの画像を焼き付ける際に、印画紙を固定するための機器である。

## 概要
印画紙サイズ可変式のイーゼルマスクには可動式の羽根が2枚もしくは4枚ついており、これを用いて印画紙の余白を調整する。それぞれの羽根の直行性に問題がでるとプリントする際に影響がでるため取り扱いは慎重に行う必要がある。それぞれのタイプで数種類の大きさのものが発売されていることが多いが、大きなものは小さなプリントを作成する際に取り回しがしにくいことがあり、大は小を兼ねるというわけではない。
印画紙を固定するということだけであれば、引き伸ばし機の台座上にテープなどで固定して引き伸ばしを行うことも可能である。実際、イーゼルマスクを使用することが不可能な全紙以上のサイズなどでは壁面や床面に画像を投影して印画紙を壁面や床面にテープなどで固定して行うことが一般的である。しかし、イーゼルマスクが使用可能なサイズにおいては印画紙の平面性や作業性などを考えると使用するのが一般的である。
以下のようなタイプが存在する。

## 二枚羽根タイプ

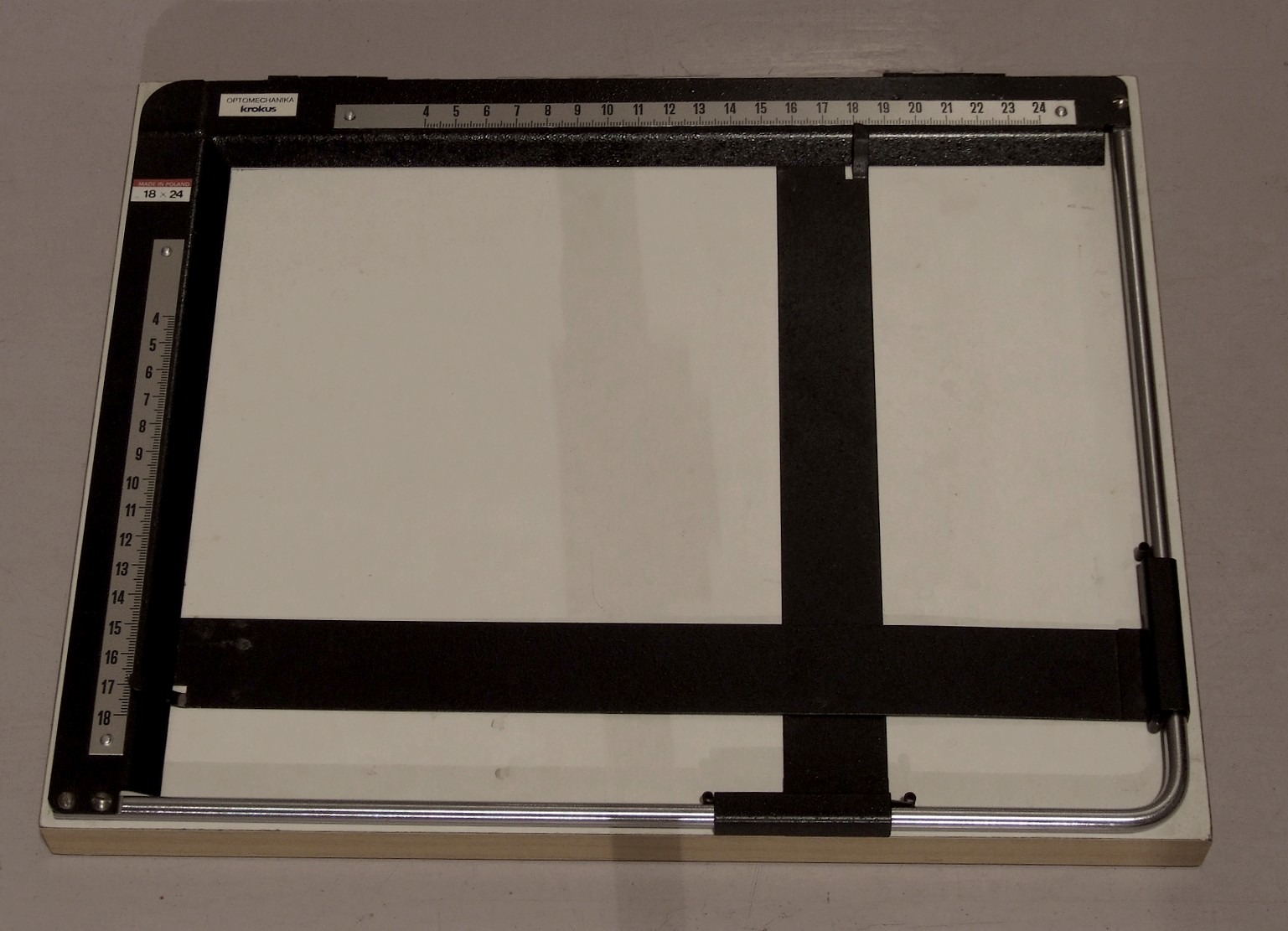
二枚羽根タイプのイーゼルマスク

可動式の羽根が2枚のイーゼルマスク。値段が手頃であり、比較的大きなサイズまでラインナップが多いが、印画紙の余白を均等にすることがやや難しい。

## 四枚羽根タイプ

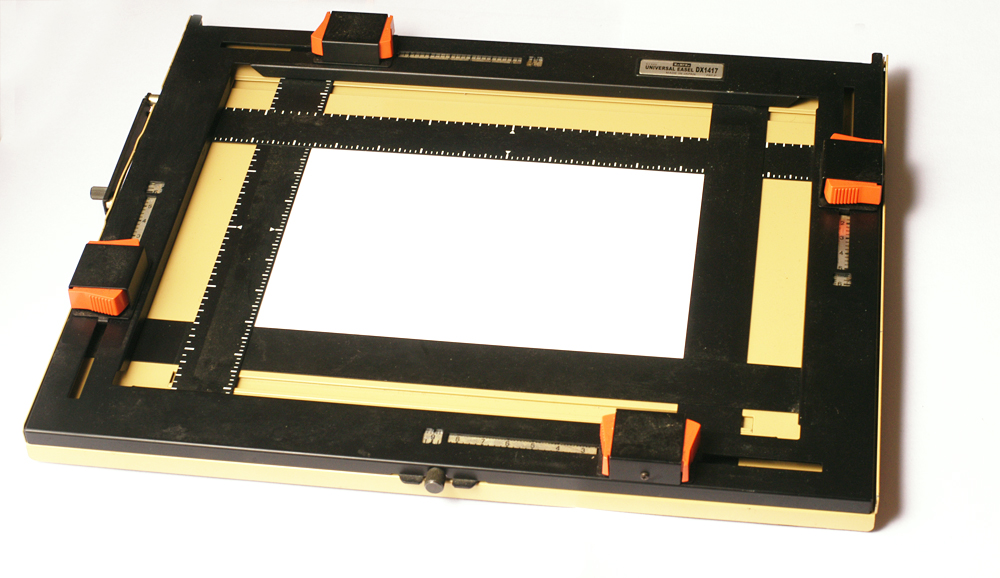
四枚羽根タイプのイーゼルマスク

可動式の羽根が4枚のイーゼルマスク。値段が高価であるが、印画紙の余白を均等にすることが可能である。

## バキュームイーゼル
イーゼルマスクの背面から空気を吸い出し、イーゼルマスクと印画紙を密着させることで印画紙の平面性を高めることができるものである。大きなサイズの印画紙では有効である。また縁なし写真の作成にも使われる。

## サイズ固定タイプ
固定サイズのイーゼルマスク。同一サイズを大量に焼き付けする場合に有効である。片面にひとつのサイズのもの、両面に三つから四つのサイズのマスクを持つものがある。それぞれ3ウェイマスク、4ウェイマスクと呼ばれる。

## 縁なし専用タイプ
2本のスライド式ストッパーと固定の1辺で印画紙の3辺を固定してポストカードなどの縁なし写真を作成できる。平面性にやや難があるため、引き伸ばしレンズの絞りを小さくして被写界深度を大きく取らなければならない一方で、意図的に印画紙を湾曲させて中央付近の画像を拡大させることができる。

## テストプリンター
5枚から10枚程度の小型の蝶番式のフタまたはスライド式のシャッターがついたイーゼルマスク。露光時間、多諧調フィルター、カラー補正フィルターなどの条件を変更しながら段階露光し適正条件を割り出すのに使われる。